# Uładzimir Aleksandrowicz
Uładzimir Alaksandrawicz Aleksandrowicz (biał. Уладзімір Аляксандравіч Александровіч, ros. Владимир Александрович Александрович, Władimir Aleksandrowicz Aleksandrowicz; ur. 15 lutego 1957 w Mińsku) – białoruski działacz sportowy, prawnik, przedsiębiorca i polityk, deputowany do Rady Najwyższej Republiki Białorusi XIII kadencji, w latach 1996–2004 deputowany do Izby Reprezentantów Republiki Białorusi I i II kadencji, przewodniczący Białoruskiej Partii Socjalno-Sportowej – ugrupowania prorosyjskiego, zdecydowanie popierającego przywódcę Białorusi Alaksandra Łukaszenkę.

## Życiorys
Urodził się 15 lutego 1957 roku w Mińsku, w Białoruskiej SRR, ZSRR. Uzyskał wykształcenie średnie specjalistyczne jako mistrz sportu, trener i wykładowca kulturystyki. Ukończył Białoruski Instytut Prawoznawstwa, otrzymując wykształcenie prawnika. W latach 1975–1990 pracował jako elektroślusarz w Mińskich orderu Lenina Zakładach Samochodowych, elektromonter w Mińskich Zakładach Napojów Bezalkoholowych, Mińskiej Miejskiej Sieci Telefonicznej, Mińskich Zakładów Techniki Obliczeniowej im. Ordżonikidze. W latach 1990–1992 był przewodniczącym Białoruskiej Federacji Kulturystyki. W latach 1992–1993 pełnił funkcję zastępcy dyrektora ds. sportu Zjednoczenia Handlowego „Tamira”. W latach 1993–1997 był prezydentem spółki Międzynarodowa Profesjonalna Liga Sportu. Od 1999 roku pełnił funkcję dyrektora generalnego spółki ITERA-Bieł – filialnego przedsiębiorstwa rosyjskiej korporacji finansowo-przemysłowej ITERA.

### Działalność parlamentarna
W drugiej turze uzupełniających wyborów parlamentarnych 10 grudnia 1995 roku został wybrany na deputowanego do Rady Najwyższej Republiki Białorusi XIII kadencji z Miendzialejeuskiego Okręgu Wyborczego Nr 241 miasta Mińska. 19 grudnia 1995 roku został zarejestrowany przez centralną komisję wyborczą, a 9 stycznia 1996 roku zaprzysiężony na deputowanego. Od 23 stycznia pełnił w Radzie Najwyższej funkcję członka Stałej Komisji ds. Ochrony Zdrowia, Kultury Fizycznej i Sportu. Poparł dokonaną przez prezydenta Alaksandra Łukaszenkę kontrowersyjną i częściowo nieuznaną międzynarodowo zmianę konstytucji. 27 listopada 1996 roku przestał uczestniczyć w pracach Rady Najwyższej i wszedł w skład utworzonej przez prezydenta Izby Reprezentantów Zgromadzenia Narodowego Republiki Białorusi I kadencji. Pełnił w niej funkcję zastępcy przewodniczącego Komisji Pracy, Spraw Socjalnych, Ochrony Zdrowia, Kultury Fizycznej i Sportu. Zgodnie z Konstytucją Białorusi z 1994 roku jego mandat deputowanego do Rady Najwyższej formalnie zakończył się 9 stycznia 2001 roku; kolejne wybory do tego organu jednak nigdy się nie odbyły.
21 listopada 2000 roku został deputowanym do Izby Reprezentantów II kadencji z Miendzialejeuskiego Okręgu Wyborczego Nr 109 miasta Mińska. Pełnił w niej funkcję członka Stałej Komisji ds. Budżetu, Finansów i Polityki Podatkowej. Wchodził w skład deputackiego zjednoczenia „Za Związek Ukrainy, Białorusi i Rosji” oraz grup deputackich: „Jedność” i „Jedna Białoruś”. Jego kadencja w Izbie Reprezentantów zakończyła się 16 listopada 2004 roku.

### Działalność partyjna
Od co najmniej 1995 roku Uładzimir Aleksandrowicz jest przewodniczącym Białoruskiej Partii Socjalno-Sportowej. Jest to ugrupowanie, które we wszystkich aspektach życia społeczno-politycznego popiera stanowisko przywódcy Białorusi Alaksandra Łukaszenki. Według Alaksandra Piatkiewicza jest to nadworna partia, która w niewielkim stopniu dąży do uzyskania władzy, a jej głównym zadaniem jest obsługa ideologicznych potrzeb reżimu i przykrycie dyktatury. Zdaniem białoruskiego historyka Ihara Lalkoua należy ona do tzw. partii-fantomów, a jej działalność ogranicza się do pracy samego jej lidera i pewnej szczątkowej aktywności w czasie kampanii wyborczych.

## Poglądy
Uładzimir Aleksandrowicz jako przewodniczący partii w specjalnej odezwie 8 września 2004 roku pochwalił decyzję Łukaszenki o przeprowadzeniu referendum na temat zniesienia ograniczenia liczby kadencji Prezydenta. Podpisał się także pod opublikowaną w listopadzie 2004 roku Odezwą do narodu rosyjskiego, w której jednoznacznie poparł integrację Białorusi i Federacji Rosyjskiej, w ostrych słowach krytykując Zachód i siły prozachodnie w kraju.

## Życie prywatne
Uładzimir Aleksandrowicz jest żonaty, ma córkę.